# レイモンド・ウェイル
レイモンド・ウェイル（Raymond Weil）は高級腕時計の製造、流通および販売を手がけるスイスの企業。レイモンド・ウェイルにより1976年にジュネーブで設立された同社は、スイスの高級腕時計業界で数少ない独立企業のひとつ。
レイモンドウイルという表記も見られる。

## 沿革
- 1976年 - 時計製造業界が危機的状況におかれる中、レイモンド・ウェイルは自身と孫のラファエル・ウェイルの名前にちなんで命名されたブランドを設立[2]。
- 1982年 - レイモンド・ウェイルの女婿、オリヴィエ・ベルンハイムが家族経営の同社に入社。彼は1996年に、同社の会長兼CEOとなる。
- 1983年 - ミロス・フォアマン監督の映画『アマデウス』に向けて制作した同名の腕時計コレクション「アマデウス」を発表。
- 1986年 - 「オセロ」コレクションを発表。この超薄型モデルは、レイモンド・ウェイルブランドの国際的成長において決定的な役割を果たすこととなった。
- 1988年 - 当時の美的流行の型を打ち破る「トラヴィアータ」モデルの創造。
- 1991年 - 「パルジファル」コレクションを発表[3]。
- 1993年 - ラファエル・レイモンド・ウェイルが特定の自動巻きメカニズム専門のオリジナルブランドを設立。
- 1994年 - ジョン・ブース監督による「プレシジョン・ムーブメント」の広告キャンペーンがロンドン国際広告賞を受賞[4]。
- 1995年 - 「タンゴ」コレクションを発表。
- 1996年 - W1コレクションを発表。モデルのデザインが重視される。
- 1998年 - Saxo コレクションの発売。「ドン・ジョヴァンニ」コレクションの創造。
- 1999年 - 研究開発部門および試作品部門の設立により、設計プロセスのすべてを管理できるようになった。GMT機能を取り入れた時計の複雑機構を、ドン・ジョヴァンニ・コシ・グランデ「ジャンピング・アワー」モデルのために開発。ブレスレット部分を簡単に取り替えられるシステムを「シャイン」レディース・コレクションのために開発[5]。
- 2001年 - ブランド創立25周年を記念して「オセロ」モデルを再発売。
- 2003年 - 新「パルジファル」コレクションを全世界で発表。
- 2006年 - レイモンド・ウェイルの孫であるエリー・ベルンハイムとピエール・ベルンハイムが入社。「シャイン」レディース・コレクションを発表。
- 2007年 - 「ナブッコ」および「フリーランサー」コレクションを発表。企業ブランドのリニューアルと新しいブランド用スローガンを採用：独立がその精神。第1回RWクラブ国際写真賞を開催[6]。
- 2009年 - Nabucco Rivoluzione 限定エディションの創作。新しいレディース・コレクション「ノエミア」を発表。ドン・ジョヴァンニ・コシ・グランデ「ジャンピング・アワー」の新モデルを発表。
- 2010年 - Nabucco Va、Pensiero および Freelancer Summertime 限定エディションの創作。
- 2011年 - Jasmine コレクションおよび「マエストロ」35周年記念限定エディションの発売。
- 2012年 - ブランドの最新の時計の周りを楽譜が飛び交う様子を表現した新しい広告キャンペーンを開始。日付、日、月および週数と、月の満ち欠けを示すレイモンド・ウェイル初の自動巻き時計、Maestro Phase de Lune Semainer の発売。
- 2013年 - 作曲と高級腕時計の製造を関連付けた「Precision is my Inspiration」をテーマとするブランドビデオとマイクロサイトを発表[7][8][9]。
- 2014年 - 「トッカータ」コレクションの発表[10][11]。レイモンド・ウェイルの孫であるエリー・ベルンハイムが経営を継承[12][13]。
- 2017年 - GMインターナショナルが日本総代理店になる[14]。

## 創業
レイモンド・ウェイルは、1976年、時計製造業界が危機的状況にある中、自らの名を冠するブランドを立ち上げた。まずヨーロッパでの販売網を確立させ、それから世界に進出するという戦略を取った。
ウェイルの義理の息子であるオリヴィエ・ベルンハイム（Olivier Bernheim ）が、数年間ハイネケンとユニリーバのマーケティング部門で経験を積んだ後、1982年に同社に加わっている。1996年にCEOに任命され、それ以来、ブランドの国際的成長に尽力してきた。
オリヴィエ・ベルンハイムの子供であるエリー・ベルンハイム（Elie Bernheim ）とピエール・ベルンハイム（Pierre Bernheim ）も2006年に入社している。エリー・ベルンハイム（88 RUE DU RHÔNE 社の共同創立者）は、マーケティングの責任者として、ブランドの戦略的発展に力を注ぎつつ、その家族としてのアイデンティティの維持に努め、ピエールは、販売部門の責任者として、新たな市場の開発を行っている 。

## 開発
最初にヨーロッパとイギリスで成長してから、その販売網を世界に広げた。1980年代初頭に、まずアラブ首長国連邦、それからアメリカ合衆国とインドに進出している。1999年に、オリヴィエ・ベルンハイムが研究開発部門を設立した。時計の設計過程すべてを管理下に置くことが狙いとなっている。研究開発部門は、「ドン・ジョヴァンニ・コシ・グランデ」（Don Giovanni Così Grande ）の2つのタイムゾーンに対応するGMT機能の複雑な機構、「シャイン（Shine）」コレクションの特許を取得したブレスレットを取替可能にした機構、「マエストロ」（Maestro ）コレクションの自動巻きを行うムーンフェイズの複雑な機構などの開発を行い、優れた実績を上げている。
2009年にそれまでの流通業者との提携は終了し、アメリカに独自の子会社を設立した。またインドでもバンガロールに完全子会社を2010年に立ち上げ、同年、デリー、ムンバイ、チェンナイに専門店を出している。レイモンド・ウェイルの時計は今では世界中で販売されている。
2013年4月英国での販売契約を経営管理合意へと変更し、子会社を設立。
オンラインにおけるブランドの確立にも力を注ぎ、位置情報に基づくソーシャルメディア、フォースクエアと提携し、ならびにFコマース（Facebookコマース）を採用した最初のブランドでもある。更に、2007年9月、レイモンド・ウェイルはセカンドライフでアイランドを作成した最初の高級腕時計製造会社となった。ブランドのセカンドライフや他のソーシャルメディアチャンネルでの活動は、新しいコミュニケーションのチャンネルに対応し、顧客のより近くに存在することでブランドの価値を認識してもらうという戦略的判断に基づいて実践されている。

## キーパーソン
レイモンド・ウェイル（創業者、名誉会長）は、1926年にジュネーヴで生まれた。経営学の学位を取得後、1949年にスイスの時計メーカーであるキャミーに入社。マネージャーへ昇進し、26年勤務した。1976年、時計製造業界が危機的状況にある中、自らの会社を設立することを決意した。。様々な職能団体において、重要な役職を歴任した。ジュネーブ時計メーカー組合組合長、時計製造業界トレーニングセンター(CFH) 副会長、スイス時計協会(FH)の会員として活動し、他にも多くの経営者団体のメンバーとして活躍した。また1995年までバーゼル国際時計宝飾フェア出展者委員会の会長も務めた。既婚者であり、娘2人と孫6人に恵まれた。叙情詩調と古典的音楽を愛好しつつ、現代美術にも情熱を注ぎ、飛行機の操縦も愛し、56歳で操縦免許を取得した。2014年1月27日付けで、会社によりレイモンド・ウェイルの死が発表された。  
オリヴィエ・ベルンハイム（社長）：1954年、フランスストラスブールで誕生。EMストラスブール・ビジネススクール（フランス）で法律学位を取得しクローネンブルグでキャリアをスタートさせた後、パリのユニリーバでマーケティング開発マネージャーを務めた。1982年にレイモンド・ウェイルに入社し、1996年に社長兼CEOに就任。彼の職務は、一族の個性を失うことなく、ブランドのイメージと国際的地位を見直し、発展させ定着させることだった。オリヴィエ・ベルンハイムは、創業者のウェイル同様、音楽と芸術を愛好し、ブランド世界にこれらの要素を取り入れた。1999年には研究開発部門を設置した。スイスとフランス国籍を持ち、ピアニストであるウェイルの長女ダイアナと結婚した。 3人の子供（エリー、ピエール、ノエミ）に恵まれた。
エリー・ベルンハイム（CEO）は、オリヴィエ・ベルンハイムの長男。スイスの名門ホテル学校を卒業後、繊維貿易会社の創業を経て、2006年に一族が経営するレイモンド・ウェイルに入社した。彼の職務は、ブランドの戦略発展を計画することだった。父や祖父同様、エリーも音楽を愛好し、チェロの専門ディプロマを取得している。彼が企画した多様なプロジェクト・開発の代表的な例としては、様々なコレクションの刷新、レイモンド・ウェイルのコーポレートアイデンティティー（CI）の変革、スイスの著名写真家（Joël von Allmen ）を起用した新しいメンズ・レディース向け広告キャンペーンや、ナブッコ・コレクションの広告制作などが挙げられる。エリー・ベルンハイムは2014年4月に同社CEOに就任した。
オリヴィエ・ベルンハイム（ディレクター）の次男であり創業者ウェイルの孫にあたるピエール・ベルンハイムは、2006年にレイモンド・ウェイルに入社した。会計学部を卒業後、ジュネーブにある La Haute Ecole de Gestion で国際ビジネス管理を学ぶ。金融業界への関心から、スイスの最大手プライベートバンクの1つミラボー銀行に入行し、機関投資家資産運用部門で勤務した。飛行機が大好きなピエール・ベルンハイムは、複数の航空資格（操縦免許、航空アクロバット免許、水上飛行機操縦免許）を所有している。